# Codisseny
El codisseny, també anomenat disseny participatiu, consisteix en incorporar en el procés de disseny les persones (clients, usuaris, ciutadans) que utilitzaran el producte o servei així com també totes les persones implicades. El codisseny inclou tant un plantejament filosòfic com polític sobre el disseny i, al mateix temps, implica la incorporació d’un conjunt de mètodes i activitats en el procés de disseny. Si totes les persones implicades en un producte participen en el procés de disseny, aquest respondrà a les seves necessitats i serà més útil i usable.
Parteix de la premissa que el disseny és una activitat inherentment humana (no només dels dissenyadors) i, per tant, és una activitat social i situada. El disseny viu en el món i les persones que utilitzen els dissenys (objectes, serveis, productes digitals, etc.) són els experts en cada domini o àmbit. Si el dissenyador assumeix el rol de facilitador, les persones poden esdevenir dissenyadors i resoldre cada problema del seu àmbit. Constitueix una democratització del procés de disseny ja que apodera les persones i afavoreix que prenguin control dels productes i serveis que utilitzen, i d’aquesta manera impacten a la seva vida, el medi ambient, l'economia i la cultura material.
El codisseny utilitza un conjunt de mètodes i tècniques participatives i s'utilitza com un terme paraigües per a parlar de cocreació, disseny participatiu i disseny obert.

## Model
El codisseny es fonamenta principalment en involucrar les persones en el procés de disseny mitjançant un seguit de mètodes i tècniques. També és una perspectiva de treball o una filosofia més que una metodologia concreta amb unes fases o etapes específiques. Així doncs, les etapes d’un procés de codisseny dependran de cada projecte concret i s'assemblaran molt a les d’un procés de disseny centrat en l’usuari: investigació, definició, generació i avaluació.

## Avantatges
- Democratització del procés de disseny i apoderament de les persones.
- Productes i serveis que s'adapten més a les persones que els utilitzaran.
- Equips de treball multidisciplinaris que afavoreixen unes interaccions més riques i una major cooperació entre disciplines i també entre diferents departaments de l’organització.
- Generació de noves i, potser, millor idees amb un cert grau d’originalitat i de valor per a l’usuari final.
- Millor presa de decisions en el procés de disseny.
- Una millor connexió entre el creador dels productes o serveis i els seus clients o usuaris.

## Inconvenients
- No es pot aplicar a qualsevol projecte. Hi ha productes que per la seva novetat, complexitat d’ús o de desenvolupament i producció és millor no adoptar una perspectiva de cocreació.
- En ocasions es diu que els processos de codisseny i els mètodes participatius són una barrera per a la innovació ja que no sempre els participants són capaços de ser disruptius o pensar més enllà del que estan acostumats a fer. Cal recordar aquí la famosa cita de John Ford, que va transformar la industria de l’automòbil amb el primer cotxe de fabricació massiva: «Si hagués demanat a la gent què volia, m’haguessin dit un cavall més ràpid».
- Els processos de codisseny són, normalment, més costosos a nivell de temps i pressupost.
- No sempre és fàcil balancejar adequadament l'expertesa del facilitador i les aportacions dels participants.